# 通仙散
通仙散（つうせんさん）は、江戸時代の外科医華岡青洲が開発した全身麻酔薬である。別称で麻沸散とも称す。

## 概要
弟子の本間玄調の記録によると、通仙散の薬草の配合は一般には毒草として知られていた植物が使われており、「曼陀羅華八分、草烏頭二分、白芷（びゃくし、「し」は草冠に止）二分、当帰二分、川芎（せんきゅう）二分」であった。これらを細かく砕き、煎じて滓を除いたものを煮詰め、暖かいうちに飲むと、2 - 4時間で効果が現れた。しかし、やや毒性は高かったらしく、扱いは難しかったという。
薬理作用として、曼荼羅華の主に葉に含まれるアトロピンはアセチルコリン受容体を阻害し、トリカブトに含まれるアコニチンは、アセチルコリンを遊離する作用がある。この拮抗作用で薬効をコントロールしたものと考えられる。しかしアトロピンは致死量100ミリグラム以上、アコニチンは致死量は18ミリグラム程度の何れも強力な毒薬であり、取り扱いは非常に危険が伴う。華岡が通仙散を秘伝としたのも、その危険性を認識しての上の事だと思われる。
華岡は、通仙散の調合を行い、臨床実験によって妻の妹背（華岡）加惠が失明し、母親の於継も、加惠より多量に服用したため死去したにもかかわらずやり遂げ、全身麻酔の実用に供した。また『続禁方録』によると、この他にも華岡は小外科用の手術に通仙散の処方を応用した「美爾煎」を開発している。
こうした華岡の実績は、1954年（昭和29年）に国際外科学会で報告され、人類の福祉と世界外科医学に貢献した医師を讃える国際外科学会の栄誉館（米国シカゴ）で展示されている。

### 別称の麻沸散
本来、青洲が後述した著書には、いずれも「麻佛散」と記されており、通仙散の呼称が認められない。
華岡は、漢方を主体とする江戸時代の古方派の流れを汲み、後に西洋の蘭学（南蛮流・オランダ系の紅毛流外科）に進んだ漢蘭折衷派と称される。
古の漢方医学を尊重するとの古法派の概念にもとづき、後漢末期の医師・華佗が用いたとされる麻沸散にちなんで、同じ名称の「麻沸散」と別称されていた。
華陀の配合について、実態が不明であったことから、華陀の通仙散を再配合することは不可能であった。北京の中医研究所の李経緯によれば、マンダラゲについては中国での最古の使用例は宋時代の1100年代であり（つまり華陀の時代よりも約900年後）、華陀の時代に中国に存在したことは証明されていない。また、曼陀羅華（チョウセンアサガオ）の薬用部位について、当時の南蛮・紅毛流と中国漢方では異なっていた。華岡が配合した通仙散の現物は残されていないが、門人の中川修亭が編した『続禁方録』によれば、青洲が使用した曼陀羅華の薬用部位は、南蛮・紅毛流であったとされる。宗田一の研究によれば、通仙散の処方は漢蘭折衷派の花井仙蔵、大西晴信が京都で配合していた処方を改変したものであり、さらに花井らの処方は中国元代の危亦林が編纂した世医得効方にまで遡ることができるという。また、改変にあたって大きな示唆を与えたのは水戸藩医の原南陽だとの指摘もある。